# Rudolf Wilhelm Schoeller

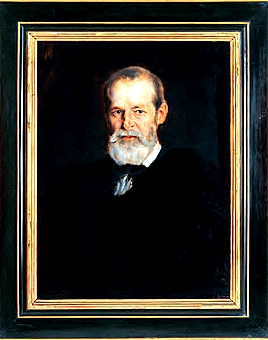
Rudolf Schoeller

Rudolf Wilhelm Schoeller (* 18. April 1827 in Düren; † 3. September 1902 in Zürich) war ein deutscher Unternehmer und Konsul in der Schweiz.

## Leben und Wirken
Der Sohn des Tuch- und Teppichfabrikanten Leopold Schoeller (1792–1884) und der Maria Emilie Schöller (1800–1854), Tochter des Düsseldorfer Oberbürgermeisters Philipp Schöller, wurde nach seiner Schulzeit im elterlichen Betrieb ausgebildet. Am 16. Juli 1849 erwarb sein Vater die 1843 von der Königlichen Seehandlungs-Societät Berlin in Breslau gegründete Kammgarnspinnerei und benannte das Werk in Schoeller’sche Kammgarnspinnerei um. Diese Investition ermöglichte ihm dort die erforderlichen Garne für sein heimisches Teppichkontor in Düren, der späteren Firma Anker-Teppichboden, produzieren zu lassen. Da Leopold Schoeller allerdings in dem Dürener Werk präsent sein musste, übertrug er die Firmenleitung des Breslauer Betriebes an seinen Sohn Rudolf Wilhelm. In der Folgezeit führte dieser als einer der ersten Fabrikanten eine Gewinnbeteiligung für Arbeitnehmer ein. 
Darüber hinaus engagierte sich Rudolf Wilhelm Schoeller mittlerweile auch in der Politik und saß von 1859 bis 1861 für die Stadt Breslau als Angehöriger der Altliberalen Partei im Preußischen Abgeordnetenhaus. Allerdings konnte er sich mit den politischen Veränderungen nach der Reichstagswahl Februar 1867 nicht abfinden und verlagerte noch im gleichen Jahr aus politischen Gründen den Stammsitz der Firma nach Zürich, behielt aber die Fabrik in Breslau als Filiale bei, deren Leitung er seinem Bruder (Philipp Eberhard) Leopold Schoeller (1830–1896) übertrug.
Unmittelbar nach der Umsiedlung gründete Schoeller in Schaffhausen die erste Kammgarnspinnerei der Schweiz sowie 1871 eine Kammzugfärberei in Zürich auf dem Areal am Hardturm und erwarb 1896 eine Fabrik im österreichischen Hard sowie ein Jahr später in Bregenz. Um Zugang zu den für seine Produkte notwendigen Ressourcen zu erhalten, erwarb er in den 1890er Jahren noch Zisal- und Baumwollplantagen in Ostafrika. 
Mittlerweile errang Schoeller in der Alpenregion einen hohen Bekanntheitsgrad und großes Ansehen und wurde daraufhin von 1881 bis 1886 zum deutschen Konsul für die Schweiz berufen.

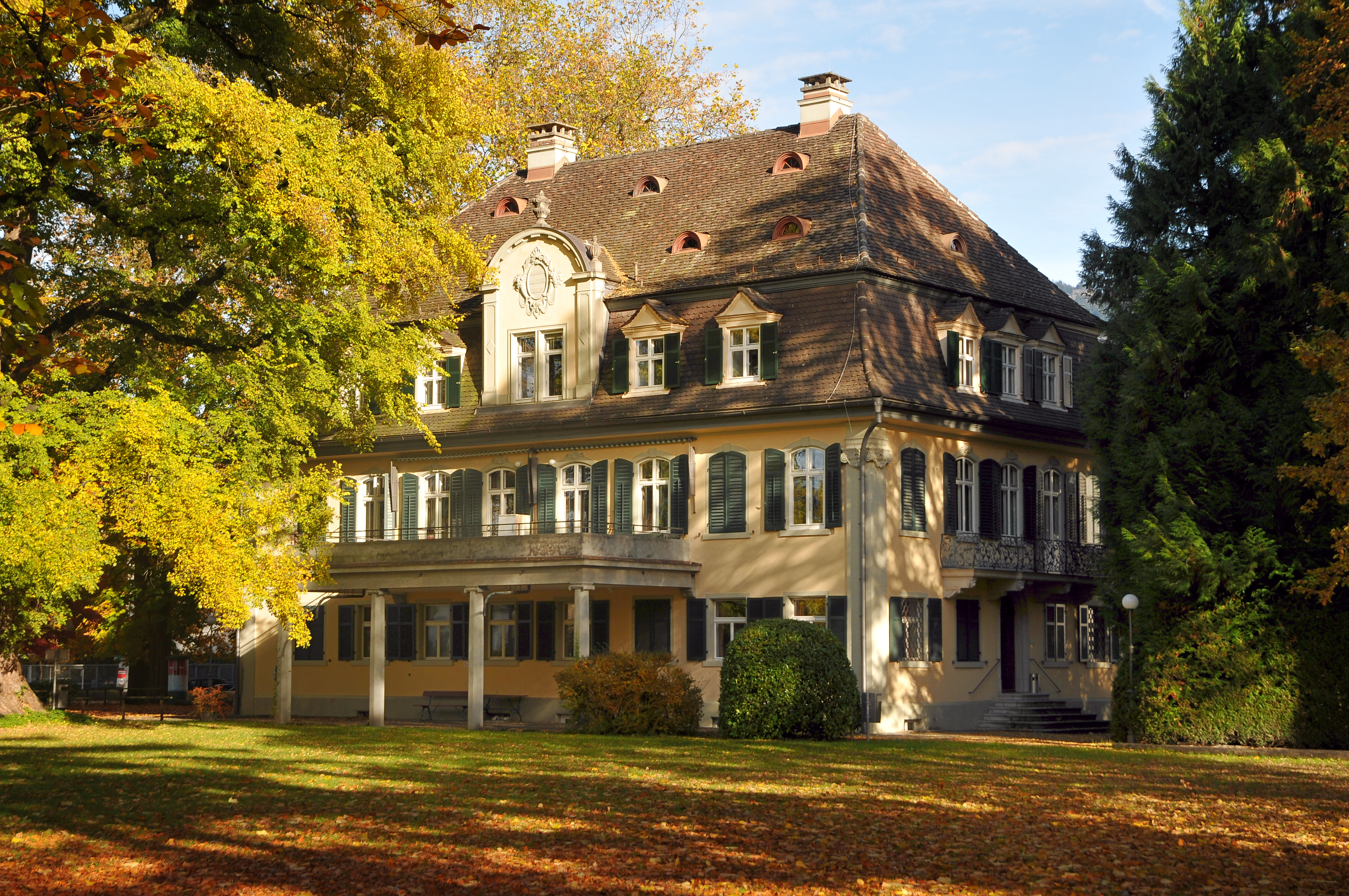
Villa Liebenstein

Noch zu Lebzeiten bezog Rudolf Wilhelm Schoeller, der mit Caroline Schenkel verheiratet war, vor allem seine Söhne Arthur (1852–1933) und Caesar (1853–1918) in sein Unternehmen mit ein. Nach Rudolfs Tod übernahm Arthur die Unternehmensleitung und baute diese mit dem Erwerb weiterer Kammgarnfabriken unter anderem im schweizerischen Sevelen SG, Rüti GL und Derendingen SO, aber auch im deutschen Eitorf und Süßen sowie in den USA aus. Darüber hinaus erwarb er dort um 1910 die Villa Liebenstein, die sein Sohn Rudolf ebenso wie die dazugehörenden Parkanlagen umfangreich ausbauen ließ und 1953 an die Schoeller GmbH & Co. KG verkaufte. Seit 1982 gehört die Villa der Stadt Bregenz, die dort die städtische Musikschule einrichtete.
Arthurs Bruder Caesar Schoeller ergänzte den Familienbesitz noch um eine Tuchfärberei auf dem Hardturmgelände. Alle Filialen firmierten gemeinsam später zu Schoeller Switzerland, welche nach dem Tod von Rudolfs Enkel Walter Schoeller an die verschwägerte und befreundete Familie Albers fiel und zu Albers & Co umfirmiert wurde. Ein anderer Enkel von Rudolf Wilhelm, Leo Schoeller (1878–1936), der nach Philipp Eberhard Leopold Schoellers Tod im Jahr 1896 und bis zu deren Auflösung im Jahre 1925 die Filiale in Breslau geleitet hatte, zog in die alte Heimat nach Düren, wo er zum einen als Gesellschafter in das familieneigene Teppichkontor einstieg und zum anderen aber auf Grund seiner familiären Verbindungen zum Generalkonsul der Schweiz berufen wurde.